# Ețion-Gheber
Ețion-Gheber (în ebraica biblică arhaică: עֶצְיֹן גֶּבֶר, Etzyon Gever) a fost o cetate din Idumeea, port biblic în extremitatea nordică a Golfului Aqaba, în zona orașelor moderne Aqaba și Eilat.